# Oksana Prodan
Oksana Petriwna Prodan, ukr. Оксана Петрівна Продан (ur. 16 kwietnia 1974 w Czerniowcach) – ukraińska polityk, ekonomistka i przedsiębiorca, posłanka do Rady Najwyższej.

## Życiorys
Absolwentka ekonomii międzynarodowej na Uniwersytecie Czerniowieckim (1996), na tej samej uczelni ukończyła również prawoznawstwo (2002). W 2000 uzyskała uprawnienia audytora. Pracowała jako ekonomistka i konsultant prawny w przedsiębiorstwie transportowym, następnie zajęła się prowadzeniem własnej działalności gospodarczej w tej samej branży.
Od czerwca 2008 do maja 2010 była przewodniczącą rady przedsiębiorców działającej przy ukraińskiej radzie ministrów. Stanęła także na czele organizacji Forteca, zrzeszającej przedstawicieli małego i średniego biznesu.
W 2012 została umieszczona na czwartym miejscu listy wyborczej partii UDAR, którą założył Witalij Kłyczko. Uzyskała wówczas mandat posłanki VII kadencji. W 2014 z powodzeniem ubiegała się o reelekcję z ramienia współtworzonego przez UDAR Bloku Petra Poroszenki.